# Scutillya
Scutillya is een geslacht van rechtvleugeligen uit de familie Pyrgomorphidae. De wetenschappelijke naam van dit geslacht is voor het eerst geldig gepubliceerd in 1921 door Sjöstedt.

## Soorten
Het geslacht Scutillya  is monotypisch en omvat slechts de volgende soort:
- Scutillya verrucosa (Sjöstedt, 1921)